# Estreito de Clarence (Território do Norte)

Localização do estreito de Clarence

O estreito de Clarence fica no norte da Austrália e separa a Ilha Melville do continente australiano. Também liga o golfo Beagle a oeste ao golfo de Van Diemen a leste. Fica cerca de 50 km) a norte de Darwin.